# Chile az 1956. évi nyári olimpiai játékokon
Chile az ausztráliai Melbourne-ben és a svédországi Stockholmban megrendezett 1956. évi nyári olimpiai játékok egyik részt vevő nemzete volt. Az országot az olimpián 8 sportágban 33 sportoló képviselte, akik összesen 4 érmet szereztek.

## Érmesek
| Érem  | Versenyző          | Sportág   | Versenyszám       |
| ----- | ------------------ | --------- | ----------------- |
| Ezüst | Marlene Ahrens     | Atlétika  | Női gerelyhajítás |
| Ezüst | Ramón Tapia        | Ökölvívás | Középsúly         |
| Bronz | Claudio Barrientos | Ökölvívás | Harmatsúly        |
| Bronz | Carlos Lucas       | Ökölvívás | Félnehézsúly      |

## Atlétika
Férfi
| Versenyző          | Versenyszám    | Előfutam      | Előfutam      | Elődöntő | Elődöntő | Döntő         | Döntő         |
| Versenyző          | Versenyszám    | Idő           | Hely.         | Idő      | Hely.    | Idő           | Helyezés      |
| ------------------ | -------------- | ------------- | ------------- | -------- | -------- | ------------- | ------------- |
| Ramón Sandoval     | 800 m          | 1:51,9        | 4.            | kiesett  | kiesett  | kiesett       | kiesett       |
| Ramón Sandoval     | 1500 m         | 3:58,1        | 10.           |          |          | kiesett       | kiesett       |
| Eduardo Fontecilla | 1500 m         | 3:58,6        | 10.           |          |          | kiesett       | kiesett       |
| Eduardo Fontecilla | 800 m          | 1:52,8        | 5.            | kiesett  | kiesett  | kiesett       | kiesett       |
| Eduardo Fontecilla | 3000 m akadály | nem ért célba | nem ért célba |          |          | kiesett       | kiesett       |
| Eduardo Fontecilla | Maraton        |               |               |          |          | nem ért célba | nem ért célba |
| Juan Silva         | Maraton        |               |               |          |          | nem ért célba | nem ért célba |

| Versenyző      | Versenyszám   | Selejtező | Selejtező | Döntő    | Döntő    |
| Versenyző      | Versenyszám   | Eredmény  | Helyezés  | Eredmény | Helyezés |
| -------------- | ------------- | --------- | --------- | -------- | -------- |
| Hernán Haddad  | Diszkoszvetés | 47,48 m   | 13.       | 46,00 m  | 16.      |
| Alejandro Díaz | Kalapácsvetés | 52,23 m   | 18.       | kiesett  | kiesett  |

Női
| Versenyző      | Versenyszám   | Selejtező | Selejtező | Döntő    | Döntő    |
| Versenyző      | Versenyszám   | Eredmény  | Helyezés  | Eredmény | Helyezés |
| -------------- | ------------- | --------- | --------- | -------- | -------- |
| Marlene Ahrens | Gerelyhajítás | 46,43 m   | 5.        | 50,38 m  |          |

## Evezés
| Versenyző                                              | Versenyszám      | Előfutam | Előfutam | Vigaszág | Vigaszág | Elődöntő | Elődöntő | Döntő   | Döntő   | Helyezés    |
| Versenyző                                              | Versenyszám      | Idő      | Hely.    | Idő      | Hely.    | Idő      | Hely.    | Idő     | Hely.   | Helyezés    |
| ------------------------------------------------------ | ---------------- | -------- | -------- | -------- | -------- | -------- | -------- | ------- | ------- | ----------- |
| Juan Carmona Jorge Contreras Eusebio Ojeda (kormányos) | Kormányos kettes | 8:57,9   | 3.       | 10:13,1  | 2.       | 11:03,6  | 4.       | kiesett | kiesett | helyezetlen |

## Kerékpározás

### Országúti kerékpározás
| Versenyző  | Versenyszám   | Idő             | Helyezés |
| ---------- | ------------- | --------------- | -------- |
| Juan Pérez | Mezőnyverseny | 5:25:38 (+4:21) | 21.      |

### Pálya-kerékpározás
Sprintverseny
| Versenyző      | Versenyszám  | 1. forduló                                         | 1. forduló | Vigaszág selejtező                                  | Vigaszág selejtező | Vigaszág döntő       | Vigaszág döntő | Negyeddöntő          | Elődöntő             | Döntő                | Helyezés    |
| Versenyző      | Versenyszám  | Ellenfelek Győztes idő                             | Hely.      | Ellenfelek Győztes idő                              | Hely.              | Ellenfél Győztes idő | Hely.          | Ellenfél Győztes idő | Ellenfél Győztes idő | Ellenfél Győztes idő | Helyezés    |
| -------------- | ------------ | -------------------------------------------------- | ---------- | --------------------------------------------------- | ------------------ | -------------------- | -------------- | -------------------- | -------------------- | -------------------- | ----------- |
| Hernán Masanés | Férfi egyéni | Guglielmo Pesenti (ITA) · Fred Markus (CAN) · 11,8 | 2.         | Warren Johnston (NZL) · Keith Harrison (GBR) · 12,4 | 2.                 | kiesett              | kiesett        | kiesett              | kiesett              | kiesett              | helyezetlen |

Időfutam
| Versenyző      | Versenyszám  | Idő    | Helyezés |
| -------------- | ------------ | ------ | -------- |
| Hernán Masanés | Férfi egyéni | 1:14,7 | 14.      |

## Kosárlabda
| Chilei férfi kosárlabdacsapat-játékoskeret                                                                           | Chilei férfi kosárlabdacsapat-játékoskeret                                 |
| --- | -------------------------------------------------------------------------- |
| - Pedro Araya - Rufino Bernedo - Orlando Etcheberrigaray - Rolando Etchepare - Maximiliano Garafulic - Victor Mahaña | - Juan Ostoic - Hernán Raffo - Luis Salvadores - Orlando Silva - Raúl Urra |

### Eredmények
Csoportkör
D csoport
| Csapat           | M | Gy | V | P+  | P–  | Pk  |
| ---------------- | - | -- | - | --- | --- | --- |
| Brazília (BRA)   | 2 | 2  | 0 | 167 | 125 | +42 |
| Chile (CHI)      | 2 | 1  | 1 | 137 | 134 | +3  |
| Ausztrália (AUS) | 2 | 0  | 2 | 122 | 167 | –45 |

| 1956. november 23. | Brazília (BRA) | 78 – 59 | Chile (CHI) |  |
| 1956. november 23. | (39–34)        |         |             |  |

| 1956. november 26. | Chile (CHI) | 78 – 56 | Ausztrália (AUS) |  |
| 1956. november 26. | (37–27)     |         |                  |  |

Középdöntő
E csoport
| Csapat               | M | Gy | V | P+  | P–  | Pk  |
| -------------------- | - | -- | - | --- | --- | --- |
| Franciaország (FRA)  | 3 | 2  | 1 | 195 | 187 | +8  |
| Uruguay (URU)        | 3 | 2  | 1 | 221 | 209 | +12 |
| Chile (CHI)          | 3 | 1  | 2 | 221 | 220 | +1  |
| Fülöp-szigetek (PHI) | 3 | 1  | 2 | 204 | 225 | –21 |

| 1956. november 27. | Franciaország (FRA) | 71 – 60 | Chile (CHI) |  |
| 1956. november 27. | (37–23)             |         |             |  |

| 1956. november 28. | Uruguay (URU) | 80 – 73 | Chile (CHI) |  |
| 1956. november 28. | (40–25)       |         |             |  |

| 1956. november 29. | Chile (CHI) | 88 – 69 | Fülöp-szigetek (PHI) |  |
| 1956. november 29. | (42–32)     |         |                      |  |

Az 5–8. helyért
| 1956. november 30. | Brazília (BRA) | 89 – 64 | Chile (CHI) |  |
| 1956. november 30. | (55–33)        |         |             |  |

A 7. helyért
| 1956. december 1. | Fülöp-szigetek (PHI) | 75 – 68 | Chile (CHI) |  |
| 1956. december 1. | (33–38)              |         |             |  |

| Csapat      | Helyezés |
| ----------- | -------- |
| Chile (CHI) | 8.       |

## Műugrás
Férfi
| Versenyző    | Versenyszám        | Selejtező | Selejtező | Döntő   | Döntő   | Döntő    |
| Versenyző    | Versenyszám        | Pont      | Helyezés  | Pont    | Össz.   | Helyezés |
| ------------ | ------------------ | --------- | --------- | ------- | ------- | -------- |
| Günther Mund | Egyéni műugrás     | 80,54     | 7.        | 56,99   | 137,53  | 7.       |
| Günther Mund | Egyéni toronyugrás | 63,01     | 19.       | kiesett | kiesett | kiesett  |

Női
| Versenyző | Versenyszám    | Selejtező | Selejtező | Döntő   | Döntő   | Döntő    |
| Versenyző | Versenyszám    | Pont      | Helyezés  | Pont    | Össz.   | Helyezés |
| --------- | -------------- | --------- | --------- | ------- | ------- | -------- |
| Lilo Mund | Egyéni műugrás | feladta   | feladta   | kiesett | kiesett | kiesett  |

## Ökölvívás
| Versenyző          | Versenyszám  | 32-es főtábla     | Nyolcaddöntő                    | Negyeddöntő                      | Elődöntő                                   | Döntő                       | Helyezés |
| Versenyző          | Versenyszám  | Ellenfél Eredmény | Ellenfél Eredmény               | Ellenfél Eredmény                | Ellenfél Eredmény                          | Ellenfél Eredmény           | Helyezés |
| ------------------ | ------------ | ----------------- | ------------------------------- | -------------------------------- | ------------------------------------------ | --------------------------- | -------- |
| Claudio Barrientos | Harmatsúly   | erőnyerő          | Zenon Stefaniuk (POL) · GY      | Éder Jofre (BRA) · GY            | Szong Szuncshon (Song Sun-Cheon) (KOR) · V | kiesett                     |          |
| Ramón Tapia        | Középsúly    |                   | Zbigniew Piórkowski (POL) · RSC | Július Torma (TCH) · RSC         | Gilbert Chapron (FRA) · visszalépett       | Gennagyij Satkov (URS) · KO |          |
| Carlos Lucas       | Félnehézsúly |                   | erőnyerő                        | Andrzej Wojciechowski (POL) · GY | Gheorghe Negrea (ROU) · V                  | kiesett                     |          |

## Öttusa
| Versenyző                                     | Versenyszám | Lovaglás      | Lovaglás      | Lovaglás      | Lovaglás      | Vívás            | Vívás            | Vívás            | Lövészet | Lövészet | Lövészet | Úszás   | Úszás   | Úszás   | Futás   | Futás   | Futás   | Összesen    | Összesen    |
| Versenyző                                     | Versenyszám | Idő           | Bünt.         | Pont          | Hely.         | Eredmény         | Pont             | Hely.            | Pontszám | Pont     | Hely.    | Idő     | Pont    | Hely.   | Idő     | Pont    | Hely.   | Összes pont | Helyezés    |
| --------------------------------------------- | ----------- | ------------- | ------------- | ------------- | ------------- | ---------------- | ---------------- | ---------------- | -------- | -------- | -------- | ------- | ------- | ------- | ------- | ------- | ------- | ----------- | ----------- |
| Héctor Carmona                                | Egyéni      | nem ért célba | nem ért célba | nem ért célba | nem ért célba | nem állt rajthoz | nem állt rajthoz | nem állt rajthoz | kiesett  | kiesett  | kiesett  | kiesett | kiesett | kiesett | kiesett | kiesett | kiesett | helyezetlen | helyezetlen |
| Gerardo Cortes Sr.                            | Egyéni      | 10:47         | 0             | 882,5         | 10.           | 14–21            | 556,0            | 26.              | 176      | 620,0    | 29.      | 4:52,3  | 740,0   | 31.     | 14:43,8 | 1051,0  | 16.     | 3849,5      | 18.         |
| Nilo Floody                                   | Egyéni      | 10:54         | 280           | 585,0         | 19.           | 18–17            | 704,0            | 13.              | 183      | 760,0    | 19.      | 5:08,5  | 660,0   | 33.     | 16:09,9 | 793,0   | 27.     | 3502,0      | 24.         |
| Héctor Carmona Gerardo Cortes Sr. Nilo Floody | Csapat      |               |               | 1467,5        | 7.            |                  | nem állt rajthoz | nem állt rajthoz |          | kiesett  | kiesett  |         | kiesett | kiesett |         | kiesett | kiesett | helyezetlen | helyezetlen |

## Sportlövészet
Férfi
| Versenyző       | Versenyszám          | Döntő | Döntő    |
| Versenyző       | Versenyszám          | Pont  | Helyezés |
| --------------- | -------------------- | ----- | -------- |
| Eliazar Guzmán  | Gyorstüzelő pisztoly | 525   | 29.      |
| Ignacio Cruzat  | Gyorstüzelő pisztoly | 528   | 33.      |
| Ignacio Cruzat  | Szabadpisztoly       | 524   | 19.      |
| Rigoberto Fontt | Szabadpisztoly       | 521   | 21.      |